# Polul Sud

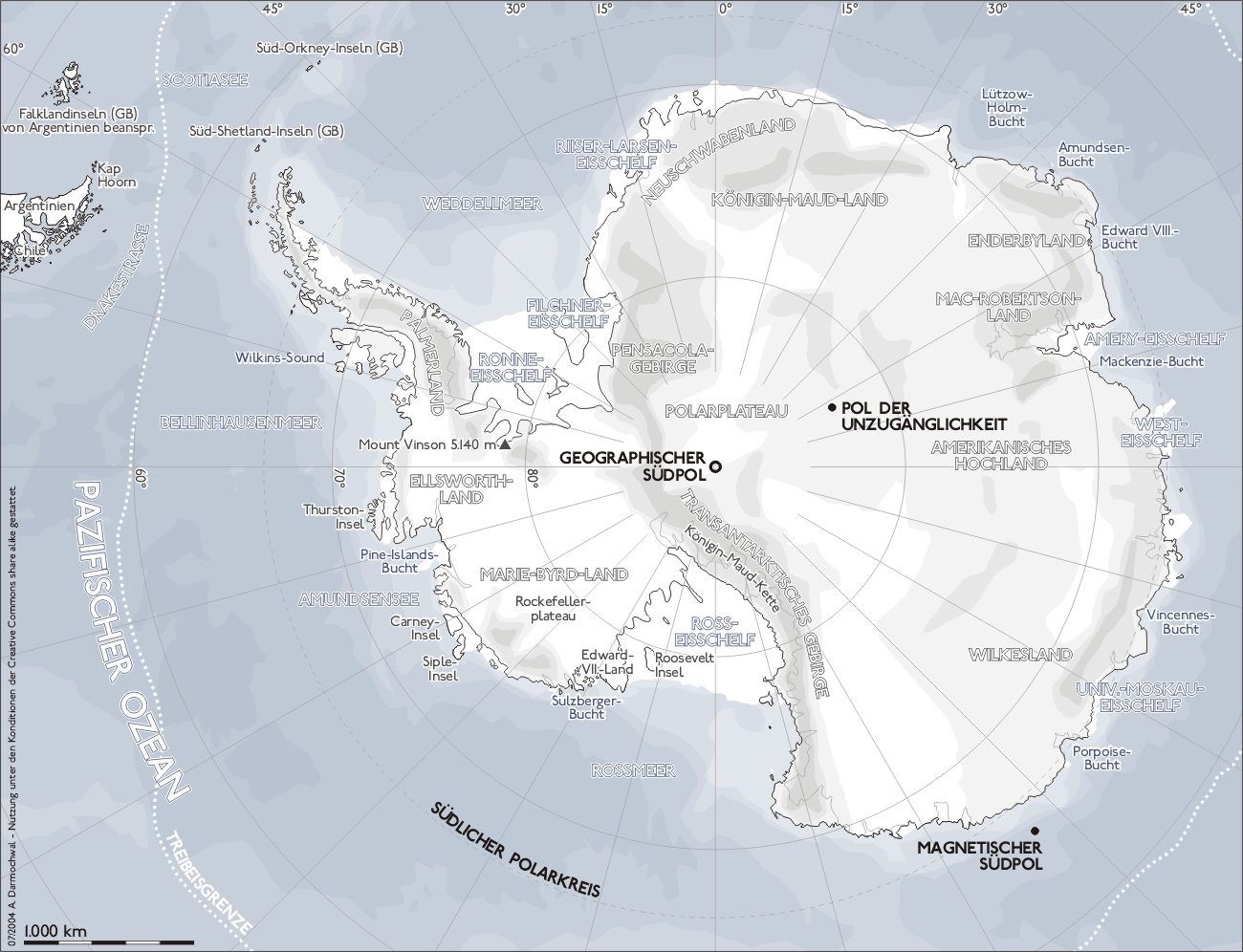
Hartă cu teritoriul înconjurător al Polului Sud

Polul Sud este punctul cel mai sudic al planetei Pământ; este situat pe continentul Antarctida.

## Definiții
Polul Sud poate fi definit în mai multe moduri:

### Polul Sud geografic

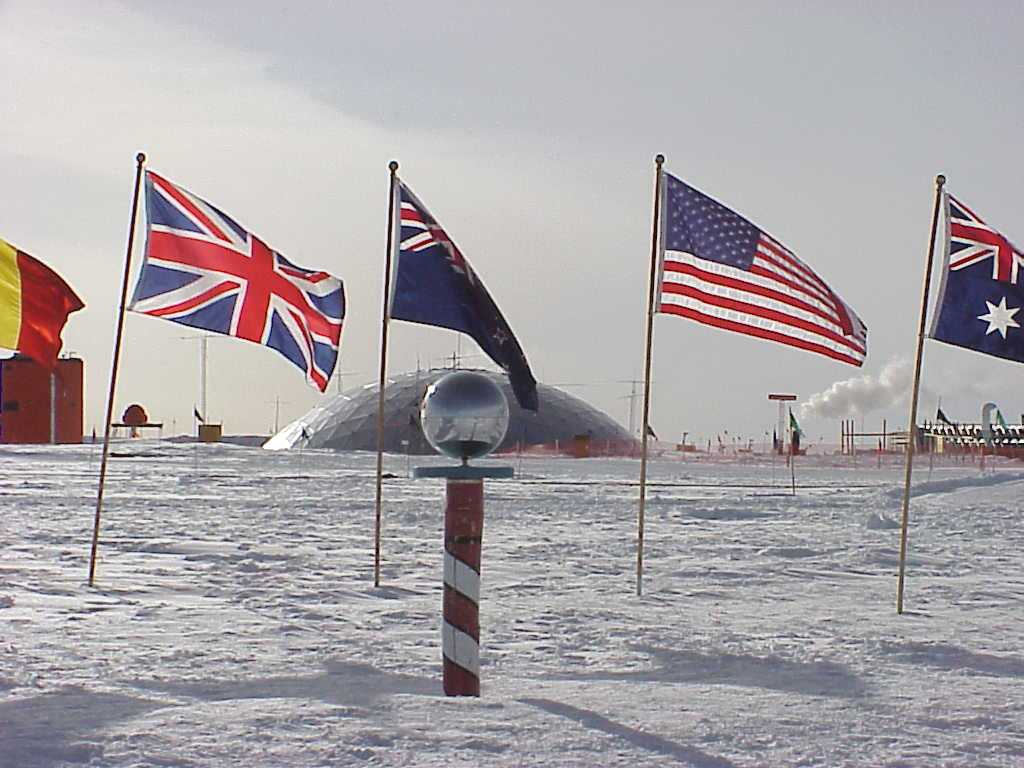
Borna care marchează poziția Polului Sud geografic

Rezultă din procesul de rotație a globului pământesc: Polul Sud geografic este așezat pe axa de rotație a globului, având coordonatele geografice 90° latitudine sudică și longitudinea nedefinită. Este situat într-o regiune înghețată tot timpul anului (gheață veșnică), cu altitudinea de 2.800 m. Primul care a atins polul acesta, fiind într-o expediție de cercetare, a fost norvegianul Roald Amundsen împreună cu echipa lui de exploratori, la data de 14 decembrie 1911.
Concurentul lui Amundsen, englezul Robert Falcon Scott, a atins polul abia cu o lună mai târziu. Pe drumul de întoarcere Scott și echipa lui au murit în condiții tragice, din cauza foamei și a frigului.

### Polul Sud magnetic
Este punctul cel mai sudic al câmpului magnetic terestru, care este indicat de către acul magnetic al busolei. Fiind antipodul Polului Nord magnetic, ambii poli se deplasează în decursul secolelor, dar tot timpul stau opuși. Cordonatele sale actuale sunt 65°09' Sud și 135° Est. Acest pol a fost atins pentru prima oară de Sir Tannatt William Edgeworth David (1858-1934), conducătorul unui grup de cercetători din expediția lui Ernest Henry Shackleton, la data de 16 ianuarie 1909. Alături de Sir T. W. Edgeworth David au participat la expediție și Sir Douglas Mawson și Dr. Alistair Mackay.

### Polul Sud geomagnetic
Este, ca și antipodul lui nordic, un pol rezultat prin calcule, pornind de la modelul că în centrul pământului ar exista un magnet în formă de bară. Acest calcul a fost necesar pentru a obține o medie între polul geografic fix și cel magnetic care se deplasează. În momentul actual coordonatele lui sunt: 78° Sud, 110° Est.

### Polul Sud al inaccesibilității
Polul Sud al inaccesibilității (engleză Southern Pole of Inaccessibility) este prin definiție punctul cel mai îndepărtat de toate țărmurile înconjurătoare, coordonatele lui fiind 83°50' Sud, 65°47' Est (raportat la gheață), sau coordonatele 77°15' Sud, 104°39' Est (raportat la uscatul propriu-zis).

## Ora locală
La Polul Sud se întâlnesc toate fusele orare. Dar pentru cercetătorii polari de aici ar fi fost imposibilă fixarea unui termen sau întâlniri, din care motiv pentru întregul continent Antarctida s-a stabilit un sistem orar unitar, fără a fragmenta continentul prin zonele fuselor orare existente geografic.